# Chipre en los Juegos Mundiales de Breslavia 2017
Chipre fue uno de los 102 países que participaron en los Juegos Mundiales de 2017 celebrados en Breslavia, Polonia.
La delegación de Chipre fue una de las más pequeñas en el evento multideportivo, pues consistió en un único atleta.
Este, no fue capaz de ganar medalla durante esta edición de los Juegos Mundiales

## Delegación

### Muay thai
| Varonil          |       |                  |       |           |           |           |           |           |
| Michalis Manolis | 71 kg | # David Mazzetti | 27:30 | eliminado | eliminado | eliminado | eliminado | eliminado |